# Томире
Томире́ (фр. Thomirey) — коммуна во Франции, находится в регионе Бургундия. Департамент коммуны — Кот-д’Ор. Входит в состав кантона Блиньи-сюр-Уш. Округ коммуны — Бон.
Код INSEE коммуны — 21631.

## Население
Население коммуны на 2010 год составляло 59 человек.
| 1962 | 1968 | 1975 | 1982 | 1990 | 1999 | 2010 |
| ---- | ---- | ---- | ---- | ---- | ---- | ---- |
| 90   | 75   | 66   | 63   | 53   | 54   | 59   |

## Экономика
В 2010 году среди 38 человек трудоспособного возраста (15—64 лет) 26 были экономически активными, 12 — неактивными (показатель активности — 68,4 %, в 1999 году было 75,8 %). Из 26 активных жителей работали 21 человек (10 мужчин и 11 женщин), безработных было 5 (3 мужчин и 2 женщины). Среди 12 неактивных 2 человека были учениками или студентами, 4 — пенсионерами, 6 были неактивными по другим причинам.